# Valentin Hasse-Clot

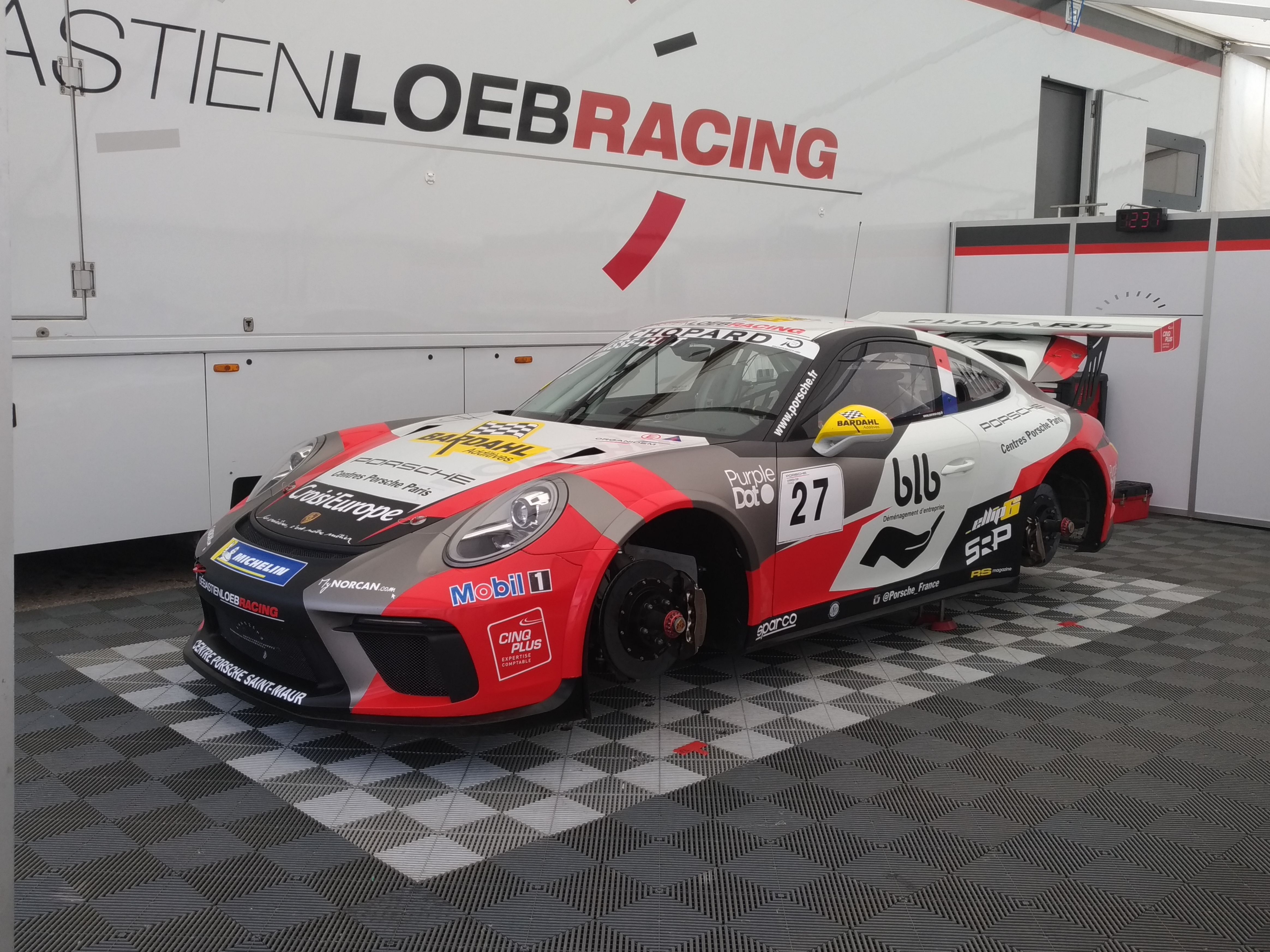
Der von Valentin Hasse-Clot gefahrene Porsche 911 GT3 Cup

Valentin Hasse-Clot (* 27. Februar 1996 in Paris) ist ein französischer Autorennfahrer. 

## Karriere als Rennfahrer
Valentin Hasse-Clot begann seine Fahrerkarriere im Alter von sechs Jahren, als er auf der familieneigenen Kartbahn in Vaudoy-en-Brie erste Rennen bestritt. 2014 fuhr er seine ersten Monopostorennen, als er an der französischen Formel-4-Meisterschaft teilnahm und den zehnten Rang in der Endwertung erreichte. Nach zwei sportlich enttäuschenden Saisons im Formel Renault 2.0 Eurocup und der italienischen Formel-4-Meisterschaft wechselte er mit dem Beginn des Rennjahres 2017 in den GT- und Sportwagensport. 
2018 beendete er den Porsche Carrera Cup Frankreich an der fünften Stelle und startete unter anderem in der GT World Challenge Europe und der französischen GT-Meisterschaft. 2021 erreichte er den fünften Endrang der GT-Klasse der Asian Le Mans Series. Ab 2022 startete er in der European Le Mans Series und gab 2023 sein Debüt beim 24-Stunden-Rennen von Le Mans, das nach einem Motorschaden und einem Unfall im Aston Martin Vantage AMR vorzeitig endete.

## Statistik

### Le-Mans-Ergebnisse
| Jahr | Team                   | Fahrzeug                         | Teamkollege         | Teamkollege  | Platzierung | Ausfallgrund |
| ---- | ---------------------- | -------------------------------- | ------------------- | ------------ | ----------- | ------------ |
| 2023 | TF Sport               | Aston Martin Vantage AMR         | Maxime Robin        | Arnold Robin | Ausfall     | Unfall       |
| 2025 | Racing Spirit of Léman | Aston Martin Vantage AMR GT3 Evo | Eduardo Barrichello | Derek DeBoer | Rang 45     |              |

### Sebring-Ergebnisse
| Jahr | Team                 | Fahrzeug                         | Teamkollege      | Teamkollege        | Platzierung | Ausfallgrund |
| ---- | -------------------- | -------------------------------- | ---------------- | ------------------ | ----------- | ------------ |
| 2025 | Van der Steur Racing | Aston Martin Vantage AMR GT3 Evo | Anthony McIntosh | Rory van der Steur | Ausfall     | Elektrik     |

### Einzelergebnisse in der FIA-Langstrecken-Weltmeisterschaft
| Saison | Team                                   | Rennwagen                    | 1   | 2   | 3   | 4   | 5   | 6   | 7   | 8   |
| ------ | -------------------------------------- | ---------------------------- | --- | --- | --- | --- | --- | --- | --- | --- |
| 2023   | TF Sport                               | Aston Martin Vantage AMR     | SEB | POR | SPA | LEM | MON | FUJ | BAH |     |
| 2023   | TF Sport                               | Aston Martin Vantage AMR     | DNF |     |     |     |     |     |     |     |
| 2025   | Heart of Racing Racing Spirit of Léman | Aston Martin Vantage AMR GT3 | KAT | IMO | SPA | LEM | SAO | AUS | FUJ | BAH |
| 2025   | Heart of Racing Racing Spirit of Léman | Aston Martin Vantage AMR GT3 | 23  | 29  | 20  | 45  | 20  |     |     |     |